# Matthew Shepard Foundation
Matthew Shepard Foundation, Fundacja im. Matthew Sheparda została założona w grudniu 1998 roku przez Dennisa i Judy Shepardów w celu upamiętnienia ich 21-letniego syna zamordowanego z pobudek antygejowskich w październiku 1998 roku. Jej terenem działania są USA. Jej celem – oprócz upamiętnienia męczeńskiej śmierci Matthew Sheparda, jest podejmowanie działań na rzecz penalizacji przejawów nienawiści w stosunku do osób homoseksualnych.
Fundacja głosi hasło Zmień nienawiść na zrozumienie, współczucie i akceptację. Jest ono realizowane przez edukację i rzecznictwo polegające na głoszeniu  historii Matthew Sheparda.
Działania fundacji skupiają się na trzech podstawowych obszarach – walkę z przejawami nienawiści w społeczeństwie (przyświeca temu hasło Erase Hate, co w wolnym tłumaczeniu oznacza Zlikwiduj nienawiść), pomocy nastoletnim gejom, lesbijkom oraz osobom transgenicznym oraz walka o równość wobec prawa amerykańskiego dla osób LGBT.
Efektem wieloletnich działań fundacji jest m.in. uchwalenie przez Kongres USA w dniu 22 października 2009, a następnie podpisanie przez prezydenta Stanów Zjednoczonych Baracka Obamę, w dniu 28 października 2009 Matthew Shepard and James Byrd, Jr. Hate Crimes Prevention Act – ustawy penalizującej przemoc m.in. wobec osób o odmiennej orientacji seksualnej.

## Zarząd i siedziba Fundacji im. Matthew Sheparda
Przewodniczącą i jednocześnie fundatorką Fundacji im. Matthew Sheparda jest jego matka – Judy Shepard. Członkami Rady Honorowej Fundacji im. Matthew Sheparda są m.in. piosenkarze Elton John i Cyndi Lauper oraz aktor Chad Allen.
Siedziba fundacji mieści się w rodzinnym mieście Matthew Sheparda w Casper w stanie Wyoming w USA oraz posiada oddział w Denver w stanie Colorado.